# Kaijiro Fujiyoshi
Kaijiro Fujiyoshi (født 11. januar 1992) er en japansk fodboldspiller.
Han har spillet for flere forskellige klubber i sin karriere, herunder SC Sagamihara.